# Phyllocnistis sciophanta
Phyllocnistis sciophanta är en fjärilsart som beskrevs av Edward Meyrick 1915. Phyllocnistis sciophanta ingår i släktet Phyllocnistis och familjen styltmalar.
Artens utbredningsområde är Peru. Inga underarter finns listade i Catalogue of Life.